# 美國陸軍指揮參謀學院
美國陸軍指揮參謀學院（英語：United States Army Command and General Staff College），簡稱陸軍指參學院（或是已經廢除的），為美國陸軍在堪薩斯州萊文沃思堡的研究所。1881年由南北戰爭北方將軍威廉·特库姆塞·舍曼創立的步兵騎兵應用學校（School of Application for Infantry and Cavalry），後更至現名，是一所培养步兵和骑兵军官的培训学校。1907年，它將名稱改為行伍學校（School of the Line）。該課程在第一次世界大戰、第二次世界大戰、朝鮮戰爭和越南戰爭期間不斷擴大，並繼續調整，以包括從當前的戰鬥中吸取教訓。
除了位於萊文沃思堡的主校區外，學院在維吉尼亞州的貝爾沃堡、維吉尼亞州的李堡、喬治亞州的戈登堡和阿拉巴馬州的紅石兵工廠設有衛星校區。該學院還保持了部分的遠程學習教學模式。

## 任務說明
美國陸軍指揮參謀學院（CGSC）為全方位的聯合、機構間和多國行動教育和培養領導人；作為陸軍領導人發展計劃的領頭機構；推進武器專業的藝術和科學，以支持陸軍的作戰要求。

## 學校

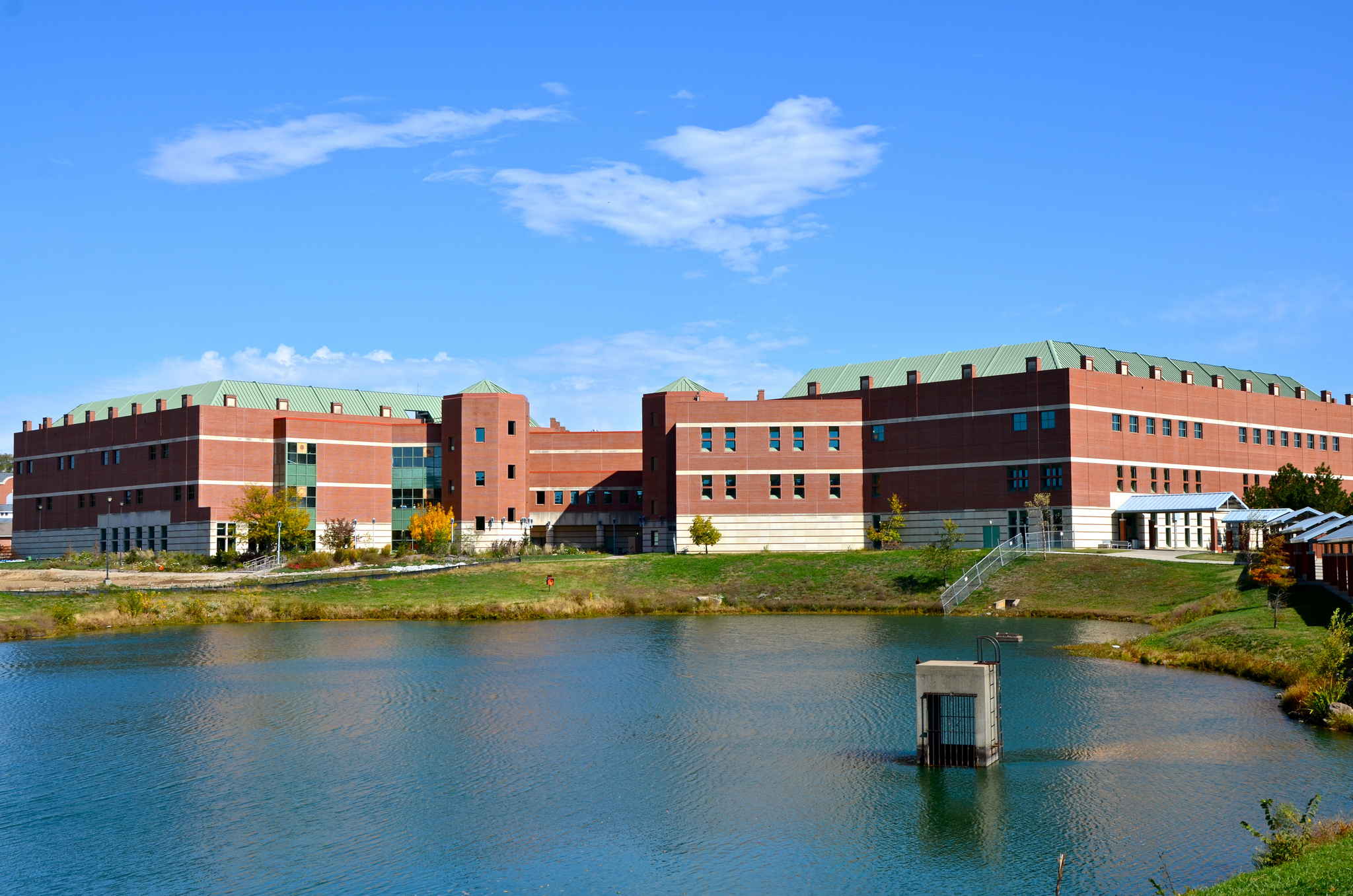
艾森豪威爾大樓（Eisenhower Hall）內有CGSC圖書館。

该学院由四所学校组成：指挥官和总参谋部学校、高等军事研究学校、指挥官准备学校以及高等統御和战术学校。
- 指挥官和总参谋部学校（CGSS）为美国陆军和兄弟部队的军官、机构间代表和国际军官提供中级教育（ILE）。[4]ILE是一个为期十个月的研究生階段的课程；课程包括統御哲学、军事历史以及军事计划和决策过程的指导。[5]每年都有一个ILE班；从8月开始到6月结束。大约1,200名美国军队和国际官员组成了这个班。除了ILE课程之外，还有一个研究生硕士课程，学生可以有资格完成一篇论文级别的研究报告，并获得指挥官和总参谋学院的兵法與科学硕士（M.M.A.S）学位。该课程由高等学习委员会认证，该委员会是美国中西部學院机构的认证机构。[6]ILE的学生通常是准备在师、旅或营一级担任营级指挥官或参谋职务的中期职业校级军官。除了位于萊文沃思堡的CGSS，学校还在維吉尼亞州的貝爾沃堡、維吉尼亞州的李堡、乔治亚州的戈登堡和阿拉巴马州的Redstone Arsenal设有卫星校园。[7]卫星校区的学生完成ILE共同核心课程，这是一个浓缩的九十天课程，没有M.M.A.S.选项，代替了传统的十个月课程。[7]

- 高等军事研究学院（SAMS）在战略和作战层面提供复杂的军事问题后的指导。[8]完成课程的学生获得兵法與科学硕士学位，然后被指派为高级军事规划人员。
- 指挥官准备学校（SCP）为被选为旅级或营级指挥官的上校、中校和少校指挥官提供指导。[5][9]课程通常为三至四周，重点是关于在所述级别担任指挥官的独特主题。
- 高等統御和战术学校（SALT）提供军官继续教育，以发展从中尉到少校的学者-战士-领导。其结果是掌握具体部门的技术和战术技能、营和旅的参谋程序、直接领导和指挥能力，以及最初的拓宽机会。[10] 第一次世界大战期间，利文沃思堡的陆军总参谋部被关闭，从1916年到1920年。 学校的大部分工作人员被派往法国的朗格尔，开办陆军总参谋部学院，该学院从1917年11月至1918年12月开办。 这所压缩课程的学校需要为数量激增的陆军单位提供指挥官和参谋人员；师、团、旅和营。[11]

## 兵法與科學碩士學位
指挥和总参谋部学院向高级军事学院的毕业生以及完成论文级研究报告的指挥官和总参谋部学院的毕业生授予兵法與科学硕士专业学位。 该学位由美国中西部高校机构的高级学习委员会认证。
兵法與科学是一个跨学科的研究领域。它包括许多与战争、和平和军事力量的使用有关的学科；它们包括既定的学术研究领域，如社会学、历史、工程、心理学、政治、地理、科学、伦理学、经济学、人类学和其他。它也可能包括其他专业领域的实践，如医学和法律，只要它们与军事互动或适用于军事事务。 它为军事专业及其从业人员提供知识和理论深度。因此，兵法與科学领域的很大一部分研究是为了解决从业人员所面临的实际问题。然而，纯粹的学术研究也是该领域的一个组成部分，对于确保其持续的知识活力至关重要。该领域的学术和研究结果可能会引起人们的兴趣，并可能对政治领导人和决策者、军官以及学者和感兴趣的公众有所帮助。
兵法一般涉及战争和军事行动中人的方面。兵法一般采用定性而非定量的调查，尽管它并不排除在适当的时候使用定量方法。它包括诸如心理学、领导力、个人和集体行为、文化、道德和问题解决等领域。历史为兵法的研究提供了背景和深度。兵法还包括诸如战略、作战艺术和战术等具体的军事科目。
军事科学一般涉及战争和军事行动的技术层面。军事科学通常要进行定量调查，而不是定性调查，尽管在适当的时候会使用定性方法。它包括物理科学、各种工程学科、工业管理、后勤、电子模拟、通信技术和运输技术所带来的技术性军事应用和装备等领域。数学是军事科学和相关学科实践中的一个重要工具。具体的军事应用包括枪法和弹道学、用于保护士兵的材料科学技术、运输技术和通信技术。
兵法與科学的跨学科领域可以被描绘成一把 "大伞"，它包含了其他学术学科和专业实践领域。

## 名人

### 知名校友
| - 克雷頓·艾布蘭 (1949) - Clara Leach Adams-Ender (1976) - 亨利·阿诺德 (1929) - 劳埃德·奥斯汀 - Charles L. Bolte (1932) - 奥马尔·布拉德利 (1929) - Simon Bolivar Buckner Jr. (1928) - Richard E. Cavazos (1960) - 馬克·克拉克 (1935) - 約瑟夫·勞頓·科林斯 (1933) - William E. DePuy (1946) - 雅各布·L·德弗斯 (1925) - Roger H.C. Donlon (1971) - 羅伯特·艾克爾伯格 (1929) - 德怀特·艾森豪威尔 (1925–26) | - 詹姆斯·加文 (1942) - Andrew Goodpaster (1943) - Stuart Heintzelman (1916) - Lewis Blaine Hershey (1933) - 考特尼·霍奇斯 (1925) - William M. Hoge (1928) - 米歇尔·霍华德 (1998) - Clarence R. Huebner (1925) - Harold Keith Johnson (1949) - Robert Kingston (1960) - John C. H. Lee (1918) - Kirk Lippold (1994) - 道格拉斯·麦克阿瑟 (1912) - Raymond S. McLain (1938) | - 乔治·卡特莱特·马歇尔 (1907) - Troy H. Middleton (1924) - Aubrey Newman (1943) - Lunsford E. Oliver (1928) - John McAuley Palmer (1910) - 乔治·巴顿 (1924) - 大衛·霍威爾·彼得雷烏斯 (1983) - 科林·鲍威尔 (1968) - Elwood Richard Quesada (1937) - 马修·李奇威 (1935) - Bernard W. Rogers (1954) - Richard J. Seitz (1950) - Peter J. Schoomaker (1982) - 诺曼·施瓦茨科夫 (1969) | - 沃爾特·比德爾·史密斯 (1935) - 卡爾·安德魯·斯帕茨 (1936) - Donn A. Starry (1960) - 约瑟夫·史迪威 (1926) - Gordon R. Sullivan (1969) - Loree K. Sutton - 馬克斯維爾·泰勒 (1935) - Maxwell R. Thurman (1967) - 霍伊特·范登堡 (1936) - 詹姆斯·范佛里特 (1918) - 喬納森·溫萊特 (1931) - 阿爾伯特·魏德邁 (1936) |

### 知名外籍校友
该学院报告说，自1894年以来，代表155个国家的7000名国际学生在CGSC就读，超过50%的CGSC国际军事学生（IMS）毕业生获得了将军军衔。
- 卡洛斯·普拉茨将军，军队总司令，内政和国防部长，智利共和国副总统。
- 沙特阿拉伯国务大臣穆罕默德-F-阿博-萨克将军
- 泰国总理兼江萨·差玛南将军
- 菲律宾的阿尔弗雷多-M-桑托斯将军
- 菲律宾的Rafael Ileto中将（前国防部秘书）。
- 越南共和國总理兼将军陳善謙。
- 越南共和國的杜高智将军
- 中华民国（台湾）的郝柏村将军
- 卢旺达的保罗·卡加梅总统
- 乌干达的Katumba Wamala将军
- 乌干达总统的儿子Muhoozi Kainerugaba准将
- 巴基斯坦的穆罕默德·齐亚·哈克将军
- 巴基斯坦的Rahimuddin Khan将军
- 巴基斯坦的杰汉吉尔-卡拉迈特将军
- 巴基斯坦的Ashfaq Parvez Kayani将军
- 日本的君塚榮治将军
- 黎巴嫩的希沙姆-贾比尔将军
- 印度陆军的Krishnaswamy Sundarji将军
- 新加坡总理兼准将李显龙。
- 刚果民主共和国的Dieudonné Kayembe Mbandakulu将军
- 苏丹的加法尔·尼迈里总统
- 尼加拉瓜国民警卫队的Anastasio Somoza Portocarrero中校
- 越南共和國的Nguyễn Hợp Đoàn将军
- 越南共和國的阮慶将军
- 越南共和國的Phạm Văn Đồng将军
- 印尼的陆军总参谋部/总司令和艾哈迈德-亚尼将军
- 印尼总统和苏西洛·班邦·尤多约诺将军
- 南斯拉夫的维利科-卡迪耶维奇将军
- 阿根廷的安东尼奥-多明戈-布西将军
- 孟加拉国的Moeen U Ahmed将军
- 约旦的Amer Khammash将军
- 挪威的Arne Dagfin Dahl将军
- 芬兰的Gustav Hägglund将军
- 以色列的Avigdor Kahalani将军
- 格鲁吉亚的David Tevzadze中将
- 格鲁吉亚的Vladimer Chachibaia少将
- 格鲁吉亚的Nikoloz Janjgava上校
- 孟加拉国的Moeen U Ahmed将军
- 法国陆军总参谋长、法国对外安全总局局长雷内-英博特（René Imbot）。
- 巴林国王哈迈德·本·伊萨·本·萨勒曼·阿勒哈利法[13]
- 索马里的Abdulkadir Sheikh Dini将军
- 埃及的Ahmed Mohammed Ali上校
- 爱尔兰的肖恩·麦肯中将
- 斯里兰卡的Mahesh Senanayake将军。
- 印度国防参谋长比平·拉瓦特将军
- 乌克兰的Mykhailo Zabrodskyi中将

### 知名教職人员或副院長
- Robert Arter (1977-79年副院長)
- 理查德-E-卡瓦佐斯 (教员 1970-71)
- 罗杰-H.C.-唐龙 。(1978-81)[14]
- Frederick M. Franks Jr.。(1985-87年副院長)
- 格伦-K-奥蒂斯 (Glenn K. Otis) 副参谋长 1976-78
- 科林·鲍威尔 (Colin Powell) 联合武器战斗发展活动副总指挥（1982-83年）
- 戈登-R-沙利文。1987-88年副院長
- 小阿德納·霞飛 。1919-20
- Clarence R. Huebner。(1929-33)
- 沃尔特-克鲁格 (1901-12)
- 卢西恩-特鲁斯科特 (Lucian Truscott) 1934-40

### 院長
自1976年以来，该学院的副院長一直是中将銜。大衛·霍威爾·彼得雷烏斯（David Petraeus）在2005年至2007年期间担任院長，紧接着就去指挥伊拉克多国部队。

## 照片集

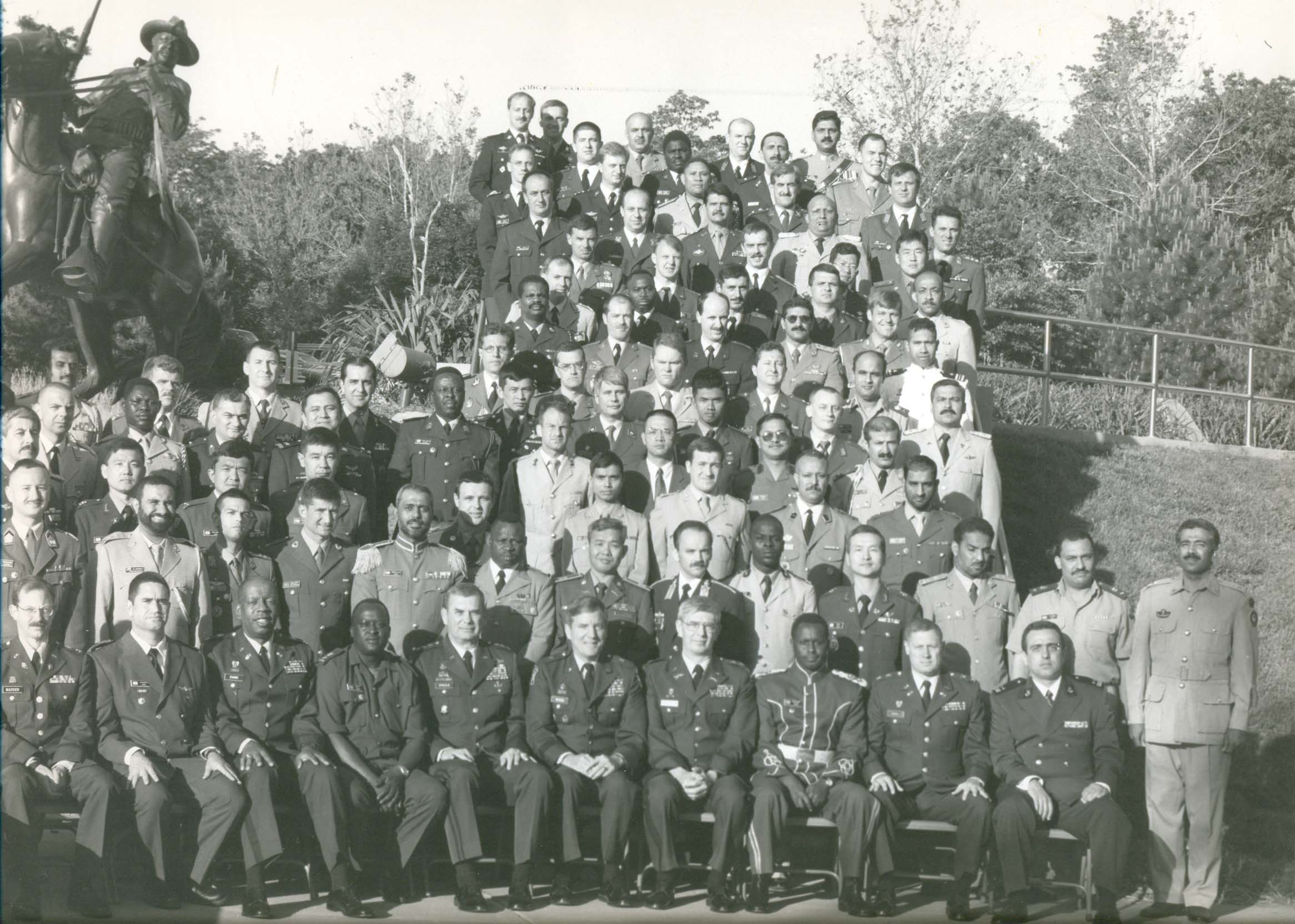
1998-99屆的國際學生
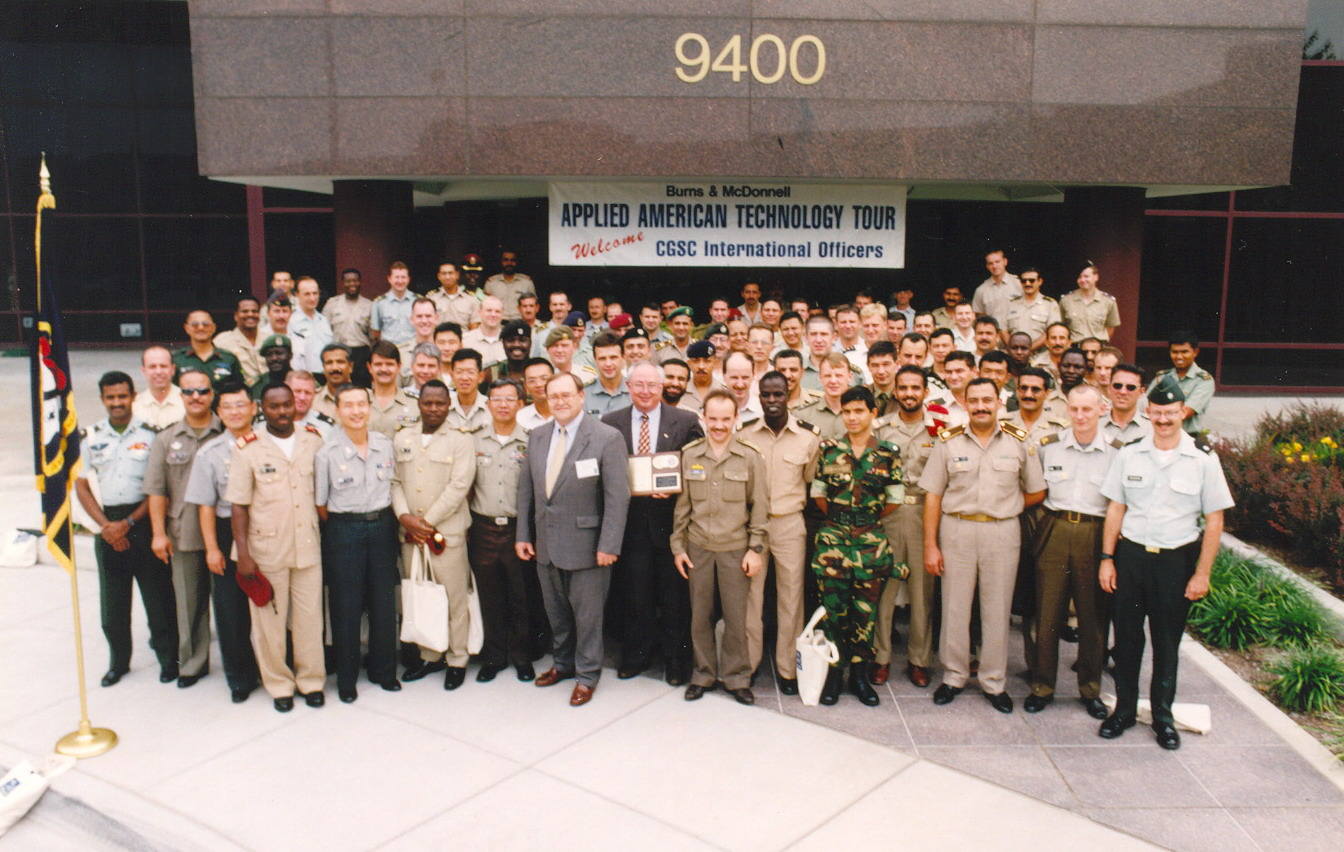
1998-99屆的國際學生拜訪堪薩斯州的公司
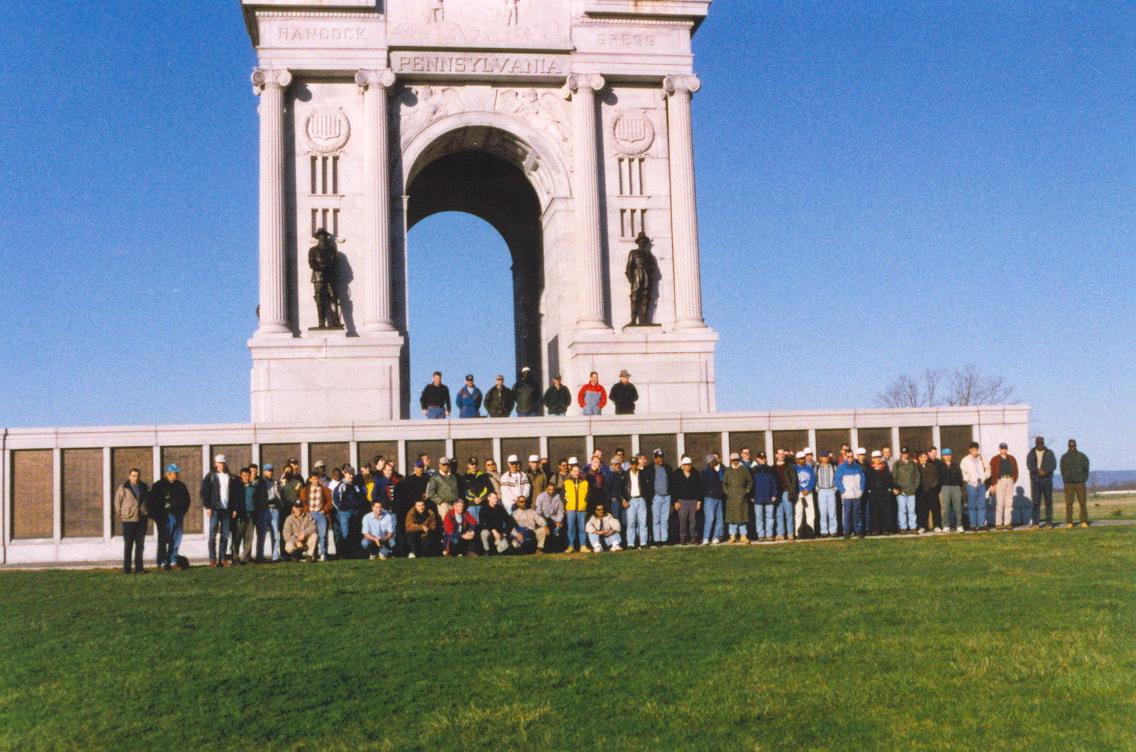
1998-99屆的國際學生參訪蓋茨堡

## 引用文獻
1. ↑  Sprout Social [@usmint].  (推文). 2013-05-24 –Twitter.
2. ↑   (PDF).   [2021-05-31].
3. ↑  Otis, E. S. . United States War Department  (编).  I. 華盛頓特區: 美國政府出版局. 1882: 173–177  [2013-08-11]. （原始内容存档于2015-10-27）. (p.173): "As directed by the General of the Army, in communication of September 27, I have the honor to submit the annual report of proceedings and results at the United States infantry and cavalry school here located, or for the period from December 1, last, the date of its organization, to the present time.
The school was organized under the provisions of General Orders No. 42, War Department, of May 7, 1881, which provided that the commanding general of the Department of the Missouri should, as soon as the requisite number of companies could be assembled at Fort Leavenworth, take measures to establish a school for infantry and cavalry similar to that in operation at Fort Monroe for the artillery arm of the service."
4. 1 2 3  . U.S. Army Command and General Staff College.   [2013-08-11]. （原始内容存档于2013-09-12）.
5. 1 2  . CGSC Foundation. 2011-01-05  [2013-08-11]. （原始内容存档于2013-11-05）.
6. 1 2  . U.S. Army Command and General Staff College.   [2013-08-11]. （原始内容存档于2013-03-06）.
7. 1 2  . U.S. Army Command and General Staff College.   [2013-08-11]. （原始内容存档于2013-08-20）.
8. ↑  . U.S. Army Command and General Staff College.   [2013-08-11]. （原始内容存档于2013-10-18）.
9. ↑  . U.S. Army Command and General Staff College.   [2013-08-11]. （原始内容存档于2013-10-10）.
10. ↑  . U.S. Army Command and General Staff College.   [2013-08-11]. （原始内容存档于2013-08-21）.
11. ↑   (PDF).   [2017-05-09]. （原始内容存档 (PDF)于2017-02-19）.
12. ↑  . U.S. Army Command and General Staff College. 2009-10-01  [2013-08-11]. （原始内容存档于2013-11-02）.
13. ↑  . The Guardian (London). 15 February 2011  [11 August 2013]. （原始内容存档于15 September 2014）.
14. ↑  Halloran, Richard; Molotsky, Irvin. . The New York Times. 1988-12-14  [2013-08-11]. （原始内容存档于2013-05-24）.

## 參照
- 战斗指挥
- 美國空軍指揮參謀學院
- 印尼陆军指挥与参谋学院

## 外部連結
- 官方网站
- Command and General Staff College, Combined Arms Research Library （页面存档备份，存于）
- Command and General Staff College, Combined Arms Research Library Digital Library （页面存档备份，存于）

Template:Colleges and universities in Kansas
39°20′39″N 94°54′57″W / 39.34417°N 94.91583°W